# 木舎幾三郎
木舎 幾三郎（きや いくさぶろう、1896年8月1日 - 1977年2月8日）は、日本のジャーナリスト、政治評論家。号（別名）：湘南隠士。

## 経歴
現在の広島県府中市出身。真言宗京都大学（現・種智院大学）を卒業後、時事新報記者を経て、1930年『政界往来』を創刊。戦後、公職追放となるが、追放解除後の1952年に「政界往来」を株式会社化し社長に就任する。近衛文麿の私設秘書でもあった。1977年に死去した。
1928年と1930年の総選挙で郷里の広島3区（当時）から立憲政友会公認で立候補したがいずれも落選した。

## 著書
- 『平民首相原敬と其周囲』（1919年、戦後経営調査会）
- 『虚心』（1940年、東海出版社）
- 『新体制秘録』（1941年、新興亜社、湘南隠士名義）
- 『近衛公秘聞』（1950年、高野出版社）
- 『戦前戦後』（1956年、政界往来社）
- 『政界の裏街道を往く』（1959年、政界往来社）
- 『政界五十年の舞台裏続』（1974年、政界往来社）